# Manoir d'Issenges
Le manoir d'Issenges est un château situé à Bédouès, en France.

## Localisation

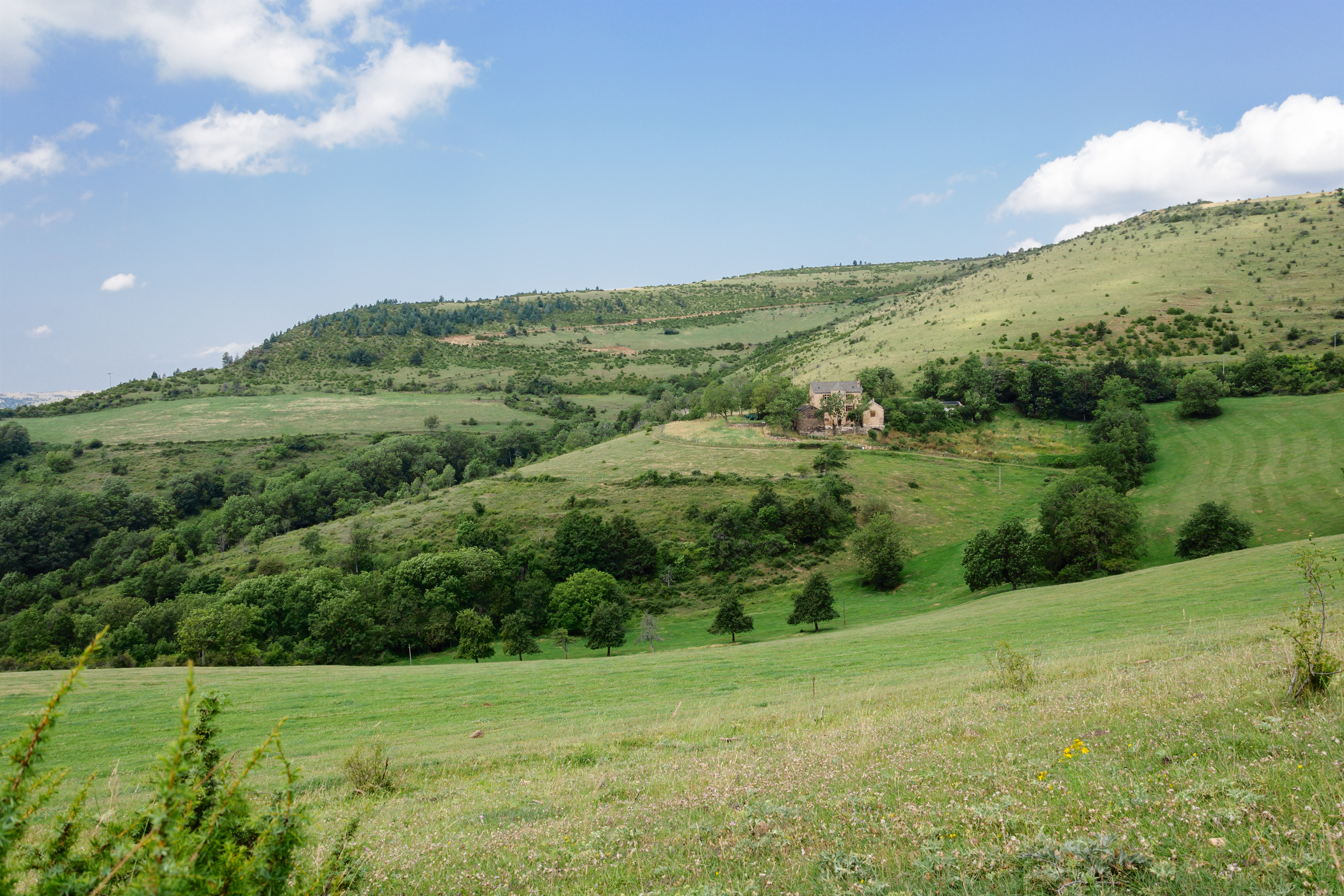
Vue d'ensemble du domaine rural d'Issenges.

Le château est situé sur la commune de Bédouès, dans le département français de la Lozère. Il est décrit comme « la demeure plus désirable » de la Lozère par Renaud Camus : « perfection des volumes, perfection des accents, perfection altière du paysage, sur les pentes les plus occidentales, ouvertes à l'ouest et au soir, du vaste massif du Lozère ».

## Historique
L'édifice est inscrit au titre des monuments historiques en 1992.